# Vilanova d'Escornalbou
Vilanova d'Escornalbou est une commune de la province de Tarragone, en Catalogne, en Espagne, de la comarque de Baix Camp.